# Comté de Willacy
Le comté de Willacy, en anglais : Willacy County, est un comté situé au sud de l'État du Texas, aux États-Unis. Fondé le 11 mars 1911, son siège de comté est la ville de Raymondville. Selon le recensement des États-Unis de 2020, sa population est de 20 164 habitants. Le comté a une superficie de 2 030,2 km2, dont 1 529,5 km2 en surfaces terrestres. Il est nommé en référence à John G. Willacy, personnalité politique du Texas.

## Organisation du comté
Le comté de Willacy est créé le 11 mars 1911. Il résulte de la séparation des comtés de Cameron et de Hidalgo. Le comté est définitivement autonome et organisé en janvier 1912. Le 4 septembre 1947, les limites de territoire du comté sont étendues jusqu'au golfe du Mexique.
Il est baptisé en l'honneur de John G. Willacy (en), sénateur du Texas, après qu'il a eu présenté un projet de loi pour former le nouveau comté à partir de parties des comtés de Cameron et Hidalgo,.

## Géographie
Le comté de Willacy est situé dans la vallée du Río Grande, au sud de l'État du Texas, aux États-Unis,. Il est bordé, à l'est, par la Laguna Madre et, au-delà, par le golfe du Mexique.
Il a une superficie totale de 2 030,2 km2, composée de 1 529,5 km2 de terres et de 501,7 km2 de zones aquatiques.

## Comtés adjacents
|                  | Comté de Kenedy  |  |
| Comté de Hidalgo | comté de Willacy |  |
|                  | Comté de Cameron |  |

## Démographie

Pyramide des âges du comté de Willacy (2000).

Lors du recensement de 2010, le comté comptait une population de 22 134 habitants. En 2017, la population est estimée à 21 584 habitants,.